# Hitradio Ö3
Hitradio Ö3 er en østrigsk national radiostation, der sendes af den statsejede public service station ORF. Stationen fokuserer på nutidig musik.
Indtil 1995 havde radiostationen mange specielle musikshows på programmet, men med reorganiseringen af ORF's sendeflade kort inden introduktionen i Østrig af en privat kommerciel radio, er disse musikshows nu flyttet til FM4.
I mange år var Ö3 den eneste ORF-station, der måtte sende reklamer, og endnu i dag er det stationen med den største andel af reklametimer pr. dag. Ö3 har den største markedsandel (omkring 33 % (2. halvår 2007)) af alle østrigske radiostationer – mere end alle private radiostationer til sammen.
Som markedsførende radiostation med omkring 2,5 mio. lyttere bidrager stationen med en stor andel af ORF's samlede reklameindtægter. Således indbagte Ö3 i 2005 72 mio. Euro til ORF's samlede indtægter på 280 mio. Euro.